# Dreiband-Europameisterschaft 1985

Logo CEB (ausrichtender Verband)

Veranstaltungsort: Amersfoort

Die Dreiband-Europameisterschaft 1985 war das 43. Turnier in dieser Disziplin des Karambolagebillards und fand vom 22. bis 24. März 1985 in Amersfoort statt. Es war die neunte Dreiband-EM in den Niederlanden.

## Geschichte
Bei seiner vierten Teilnahme an einer Europameisterschaft gewann der 22-jährige Schwede Torbjörn Blomdahl seinen ersten internationalen Titel. Dabei besiegte er im Halbfinale den Rekord-Europameister Raymond Ceulemans und im Finale den Titelverteidiger Rini van Bracht. Er zeigte seine Klasse mit dem besten Generaldurchschnitt (GD) aller Teilnehmer. Der Belgier Ceulemans sicherte sich im Spiel um Platz drei gegen den Franzosen Egidio Vierat die Bronzemedaille. Der deutsche Meister Dieter Müller brach nach seinem Gruppensieg im Viertelfinale gegen Vierat mit einer 14:50-Niederlage förmlich ein und wurde für ihn enttäuschend nur Siebter. Das Turnier wurde wieder auf die Distanz von 50 Punkten gespielt. Das Satzsystem wurde von den Akteuren noch nicht voll akzeptiert.

## Modus
Gespielt wurde in der Vorrunde im System „Jeder gegen Jeden“ bis 50 Punkte mit Nachstoß/Aufnahmegleichheit. Die beiden Gruppenersten qualifizierten sich für das Viertelfinale. Die Verlierer der KO-Spiele spielten die Plätze drei bis acht aus.

## Gruppenphase
Die beiden Erstplatzierten jeder Gruppe zogen in die Endrunde weiter.
| MP    | Match Points (Sieger = 2; Unentschieden = 1; Verlierer = 0) |
| Pkte. | Erzielte Karambolagen                                       |
| Aufn. | Benötigte Versuche                                          |
| GD    | Generaldurchschnitt                                         |
| BED   | Bester Einzeldurchschnitt eines Spielers                    |
| HS    | Höchstserie                                                 |
|       | Bester GD des Turniers                                      |
|       | Bester ED des Turniers                                      |
|       | Beste HS des Turniers                                       |
|       | 1. Platz (Gold)                                             |
|       | 2. Platz (Silber)                                           |
|       | 3. Platz (Bronze)                                           |

| Abschlusstabelle Gruppe A  | Abschlusstabelle Gruppe A | Abschlusstabelle Gruppe A | Abschlusstabelle Gruppe A | Abschlusstabelle Gruppe A | Abschlusstabelle Gruppe A | Abschlusstabelle Gruppe A | Abschlusstabelle Gruppe A |
| Platz                      | Name                      | MP                        | Pkte                      | Aufn.                     | GD                        | BED                       | HS                        |
| -------------------------- | ------------------------- | ------------------------- | ------------------------- | ------------------------- | ------------------------- | ------------------------- | ------------------------- |
| 1                          | Rini van Bracht           | 6:0                       | 150                       | 141                       | 1,063                     | 2,000                     | 8                         |
| 2                          | Jean Marty                | 4:2                       | 142                       | 188                       | 0,755                     | 0,769                     | 6                         |
| 3                          | Jörg Hertli               | 2:4                       | 129                       | 215                       | 0,600                     | 0,561                     | 5                         |
| 4                          | Jorge Theriaga            | 0:6                       | 115                       | 182                       | 0,631                     | 0,664                     | 5                         |
| Gruppendurchschnitt: 0,738 |                           |                           |                           |                           |                           |                           |                           |

| Abschlusstabelle Gruppe B  | Abschlusstabelle Gruppe B | Abschlusstabelle Gruppe B | Abschlusstabelle Gruppe B | Abschlusstabelle Gruppe B | Abschlusstabelle Gruppe B | Abschlusstabelle Gruppe B | Abschlusstabelle Gruppe B |
| Platz                      | Name                      | MP                        | Pkte                      | Aufn.                     | GD                        | BED                       | HS                        |
| -------------------------- | ------------------------- | ------------------------- | ------------------------- | ------------------------- | ------------------------- | ------------------------- | ------------------------- |
| 1                          | Raymond Ceulemans         | 6:0                       | 150                       | 132                       | 1,136                     | 1,562                     | 8                         |
| 2                          | Egidio Vierat             | 4:2                       | 144                       | 103                       | 1,398                     | 1,666                     | 7                         |
| 3                          | Peter Thøgersen           | 2:4                       | 139                       | 152                       | 0,914                     | 0,746                     | 7                         |
| 4                          | Johann Samsinger          | 0:6                       | 87                        | 153                       | 0,568                     | –                         | 5                         |
| Gruppendurchschnitt: 0,962 |                           |                           |                           |                           |                           |                           |                           |

| Abschlusstabelle Gruppe C  | Abschlusstabelle Gruppe C | Abschlusstabelle Gruppe C | Abschlusstabelle Gruppe C | Abschlusstabelle Gruppe C | Abschlusstabelle Gruppe C | Abschlusstabelle Gruppe C | Abschlusstabelle Gruppe C |
| Platz                      | Name                      | MP                        | Pkte                      | Aufn.                     | GD                        | BED                       | HS                        |
| -------------------------- | ------------------------- | ------------------------- | ------------------------- | ------------------------- | ------------------------- | ------------------------- | ------------------------- |
| 1                          | Torbjörn Blomdahl         | 6:0                       | 150                       | 101                       | 1,485                     | 1,851                     | 10                        |
| 2                          | José Quetglas             | 4:2                       | 144                       | 104                       | 1,384                     | 1,470                     | 13                        |
| 3                          | Ludo Dielis               | 2:4                       | 128                       | 136                       | 0,941                     | 0,793                     | 5                         |
| 4                          | Tommi Virtanen            | 0:6                       | 80                        | 125                       | 0,640                     | –                         | 7                         |
| Gruppendurchschnitt: 1,077 |                           |                           |                           |                           |                           |                           |                           |

| Abschlusstabelle Gruppe D  | Abschlusstabelle Gruppe D | Abschlusstabelle Gruppe D | Abschlusstabelle Gruppe D | Abschlusstabelle Gruppe D | Abschlusstabelle Gruppe D | Abschlusstabelle Gruppe D | Abschlusstabelle Gruppe D |
| Platz                      | Name                      | MP                        | Pkte                      | Aufn.                     | GD                        | BED                       | HS                        |
| -------------------------- | ------------------------- | ------------------------- | ------------------------- | ------------------------- | ------------------------- | ------------------------- | ------------------------- |
| 1                          | Dieter Müller             | 4:2                       | 133                       | 148                       | 0,898                     | 1,086                     | 9                         |
| 2                          | Arie Weijenburg           | 3:3                       | 143                       | 175                       | 0,817                     | 0,934                     | 7                         |
| 3                          | Franz Stenzel             | 3:3                       | 145                       | 195                       | 0,743                     | 0,892                     | 5                         |
| 4                          | Francesco Monticciollo    | 2:4                       | 129                       | 178                       | 0,724                     | 0,704                     | 7                         |
| Gruppendurchschnitt: 0,790 |                           |                           |                           |                           |                           |                           |                           |

## Endrunde
|  | Viertelfinale Spiel bis 50 Punkte | Viertelfinale Spiel bis 50 Punkte | Viertelfinale Spiel bis 50 Punkte | Viertelfinale Spiel bis 50 Punkte | Viertelfinale Spiel bis 50 Punkte | Viertelfinale Spiel bis 50 Punkte |                   |                   | Halbfinale Spiel bis 50 Punkte | Halbfinale Spiel bis 50 Punkte | Halbfinale Spiel bis 50 Punkte | Halbfinale Spiel bis 50 Punkte | Halbfinale Spiel bis 50 Punkte | Halbfinale Spiel bis 50 Punkte |      |       | Finale Spiel bis 50 Punkte | Finale Spiel bis 50 Punkte | Finale Spiel bis 50 Punkte | Finale Spiel bis 50 Punkte | Finale Spiel bis 50 Punkte | Finale Spiel bis 50 Punkte |
|  |                                   |                                   |                                   |                                   |                                   |                                   |                   |                   |                                |                                |                                |                                |                                |                                |      |       |                            |                            |                            |                            |                            |                            |
|  |                                   | MP                                | Pkt.                              | Aufn.                             | ED                                | HS                                |                   |                   |                                |                                |                                |                                |                                |                                |      |       |                            |                            |                            |                            |                            |                            |
|  |                                   | MP                                | Pkt.                              | Aufn.                             | ED                                | HS                                |                   |                   |                                |                                |                                |                                |                                |                                |      |       |                            |                            |                            |                            |                            |                            |
|  | Torbjörn Blomdahl                 | 2                                 | 50                                | 47                                | 1,063                             | 7                                 |                   |                   |                                |                                |                                |                                |                                |                                |      |       |                            |                            |                            |                            |                            |                            |
|  | Torbjörn Blomdahl                 | 2                                 | 50                                | 47                                | 1,063                             | 7                                 |                   | MP                | Pkt.                           | Aufn.                          | ED                             | HS                             |                                |                                |      |       |                            |                            |                            |                            |                            |                            |
|  | Arie Weijenburg                   | 0                                 | 44                                | 47                                | 0,936                             | 5                                 |                   | MP                | Pkt.                           | Aufn.                          | ED                             | HS                             |                                |                                |      |       |                            |                            |                            |                            |                            |                            |
|  | Arie Weijenburg                   | 0                                 | 44                                | 47                                | 0,936                             | 5                                 | Torbjörn Blomdahl | 2                 | 50                             | 39                             | 1,282                          | 7                              |                                |                                |      |       |                            |                            |                            |                            |                            |                            |
|  |                                   | MP                                | Pkt.                              | Aufn.                             | ED                                | HS                                | Torbjörn Blomdahl | 2                 | 50                             | 39                             | 1,282                          | 7                              |                                |                                |      |       |                            |                            |                            |                            |                            |                            |
|  |                                   | MP                                | Pkt.                              | Aufn.                             | ED                                | HS                                |                   | Raymond Ceulemans | 0                              | 48                             | 39                             | 1,230                          | 6                              |                                |      |       |                            |                            |                            |                            |                            |                            |
|  | Raymond Ceulemans                 | 2                                 | 50                                | 26                                | 1,923                             | 11                                |                   | Raymond Ceulemans | 0                              | 48                             | 39                             | 1,230                          | 6                              |                                |      |       |                            |                            |                            |                            |                            |                            |
|  | Raymond Ceulemans                 | 2                                 | 50                                | 26                                | 1,923                             | 11                                |                   |                   |                                |                                |                                |                                |                                | MP                             | Pkt. | Aufn. | ED                         | HS                         |                            |                            |                            |                            |
|  | Jean Marty                        | 0                                 | 32                                | 26                                | 1,230                             | 5                                 |                   |                   |                                |                                |                                |                                |                                | MP                             | Pkt. | Aufn. | ED                         | HS                         |                            |                            |                            |                            |
|  | Jean Marty                        | 0                                 | 32                                | 26                                | 1,230                             | 5                                 | Torbjörn Blomdahl | 2                 | 50                             | 39                             | 1,282                          | 8                              |                                |                                |      |       |                            |                            |                            |                            |                            |                            |
|  |                                   | MP                                | Pkt.                              | Aufn.                             | ED                                | HS                                | Torbjörn Blomdahl | 2                 | 50                             | 39                             | 1,282                          | 8                              |                                |                                |      |       |                            |                            |                            |                            |                            |                            |
|  |                                   | MP                                | Pkt.                              | Aufn.                             | ED                                | HS                                |                   | Rini van Bracht   | 0                              | 30                             | 39                             | 0,769                          | 4                              |                                |      |       |                            |                            |                            |                            |                            |                            |
|  | Rini van Bracht                   | 2                                 | 50                                | 44                                | 1,136                             | 7                                 |                   | Rini van Bracht   | 0                              | 30                             | 39                             | 0,769                          | 4                              |                                |      |       |                            |                            |                            |                            |                            |                            |
|  | Rini van Bracht                   | 2                                 | 50                                | 44                                | 1,136                             | 7                                 |                   | MP                | Pkt.                           | Aufn.                          | ED                             | HS                             |                                |                                |      |       |                            |                            |                            |                            |                            |                            |
|  | José Quetglas                     | 0                                 | 33                                | 44                                | 0,750                             | 6                                 |                   | MP                | Pkt.                           | Aufn.                          | ED                             | HS                             |                                |                                |      |       |                            |                            |                            |                            |                            |                            |
|  | José Quetglas                     | 0                                 | 33                                | 44                                | 0,750                             | 6                                 | Rini van Bracht   | 2                 | 50                             | 35                             | 1,428                          | 8                              |                                |                                |      |       |                            |                            |                            |                            |                            |                            |
|  |                                   | MP                                | Pkt.                              | Aufn.                             | ED                                | HS                                | Rini van Bracht   | 2                 | 50                             | 35                             | 1,428                          | 8                              |                                |                                |      |       |                            |                            |                            |                            |                            |                            |
|  |                                   | MP                                | Pkt.                              | Aufn.                             | ED                                | HS                                |                   | Egidio Vierat     | 0                              | 25                             | 35                             | 0,714                          | 3                              |                                |      |       |                            |                            |                            |                            |                            |                            |
|  | Dieter Müller                     | 0                                 | 14                                | 36                                | 0,388                             | 4                                 |                   | Egidio Vierat     | 0                              | 25                             | 35                             | 0,714                          | 3                              |                                |      |       |                            |                            |                            |                            |                            |                            |
|  | Dieter Müller                     | 0                                 | 14                                | 36                                | 0,388                             | 4                                 |                   |                   |                                |                                |                                |                                |                                |                                |      |       |                            |                            |                            |                            |                            |                            |
|  | Egidio Vierat                     | 2                                 | 50                                | 36                                | 1,388                             | 7                                 |                   |                   |                                |                                |                                |                                |                                |                                |      |       |                            |                            |                            |                            |                            |                            |
|  | Egidio Vierat                     | 2                                 | 50                                | 36                                | 1,388                             | 7                                 |                   |                   |                                |                                |                                |                                |                                |                                |      |       |                            |                            |                            |                            |                            |                            |

### Platzierungsspiele
| Platz            | Name              | MP  | Pkte | Aufn. | GD    | BED   | HS |
| ---------------- | ----------------- | --- | ---- | ----- | ----- | ----- | -- |
| Spiel um Platz 3 |                   |     |      |       |       |       |    |
| 3                | Raymond Ceulemans | 2:0 | 50   | 40    | 1,250 | 1,250 | 5  |
| 4                | Egidio Vierat     | 0:2 | 37   | 40    | 0,925 | –     | 4  |
| Spiel um Platz 5 |                   |     |      |       |       |       |    |
| 5                | Jean Marty        | 2:0 | 50   | 51    | 0,980 | 0,980 | 6  |
| 6                | Arie Weijenburg   | 0:2 | 31   | 51    | 0,607 | –     | 5  |
| Spiel um Platz 7 |                   |     |      |       |       |       |    |
| 7                | Dieter Müller     | 2:0 | 50   | 55    | 0,909 | 0,909 | 5  |
| 8                | José Quetglas     | 0:2 | 40   | 55    | 0,727 | –     | 6  |

## Abschlusstabelle
| Endklassement              | Endklassement         | Endklassement | Endklassement | Endklassement | Endklassement | Endklassement | Endklassement |
| Platz                      | Name                  | MP            | Pkte          | Aufn.         | GD            | BED           | HS            |
| -------------------------- | --------------------- | ------------- | ------------- | ------------- | ------------- | ------------- | ------------- |
| 1                          | Torbjörn Blomdahl     | 12:0          | 300           | 226           | 1,327         | 1,851         | 10            |
| 2                          | Rini van Bracht       | 10:2          | 280           | 259           | 1,081         | 2,000         | 8             |
| 3                          | Raymond Ceulemans     | 10:2          | 298           | 236           | 1,262         | 1,923         | 11            |
| 4                          | Egidio Vierat         | 6:6           | 256           | 214           | 1,196         | 1,666         | 7             |
| 5                          | Jean Marty            | 6:4           | 224           | 265           | 0,845         | 0,985         | 6             |
| 6                          | Arie Weijenburg       | 3:7           | 218           | 273           | 0,798         | 0,819         | 7             |
| 7                          | Dieter Müller         | 6:4           | 197           | 239           | 0,824         | 1,086         | 9             |
| 8                          | José Quetglas         | 4:6           | 217           | 203           | 1,068         | 1,470         | 13            |
| 9                          | Franz Stenzel         | 3:3           | 145           | 195           | 0,743         | 0,892         | 5             |
| 10                         | Ludo Dielis           | 2:4           | 128           | 136           | 0,941         | 0,793         | 5             |
| 11                         | Peter Thøgersen       | 2:4           | 139           | 152           | 0,914         | 0,746         | 7             |
| 12                         | Jörg Hertli           | 2:4           | 129           | 215           | 0,600         | 0,615         | 5             |
| 13                         | Francesco Monticciolo | 2:4           | 129           | 178           | 0,724         | 0,704         | 7             |
| 14                         | Tommi Virtanen        | 0:6           | 80            | 125           | 0,640         | –             | 7             |
| 15                         | Jorge Theriaga        | 0:6           | 115           | 182           | 0,631         | –             | 5             |
| 16                         | Johann Samsinger      | 0:6           | 87            | 153           | 0,568         | –             | 5             |
| Turnierdurchschnitt: 0,904 |                       |               |               |               |               |               |               |